# Baracoa
Baracoa är en stad i provinsen Provincia de Guantánamo, nära den östra tippen på Kuba. Staden är grundad av den första guvernören på Kuba, den spanska conquistadoren Diego Velázquez de Cuéllar 15 augusti 1511. Det är den äldsta spanska kolonin på Kuba och var den första huvudstaden, vilket ligger till grund för dess smeknamn Ciudad Primera, den första staden. 
Baracoa ligger där Christopher Columbus först hamnade på Kuba under sin första resa. Baracoa ligger vid Bahía de Miel (honungsviken) och är omgiven av en bergskedja med berg som Sierra del Purial. Det gör staden tämligen isolerad, förutom en enda bergsväg vilken byggdes på 1960-talet.